# 菲尔霍尔河
菲爾霍爾河（英語：Firehole River）位於美國懷俄明州西北部，是麥迪遜河的兩大支流之一。它從美洲大陸分水嶺的源頭向北流約21英里（34公里），在黃石國家公園匯入長臂猿河。菲爾霍爾河是密蘇里河水系的一部分。

## 概述
菲爾霍爾河流經黃石國家公園內幾個重要的間歇泉盆地，其中包括上間歇泉盆地，包括知名的老忠實間歇泉，此外，該河流經黃石國家公園的三個主要瀑布：老忠實間歇泉以南的克卜勒瀑布、菲爾霍爾瀑布和火洞峽谷的火洞瀑布。
在菲爾霍爾河測得的河流溫度高達30°C（86 °F），比受地熱影響的上游地區平均高5至10°C（41至50°F）。
河中主要生物有褐鱒和虹鱒在河中生活和產卵。另外有一種入侵物種--紐西蘭泥蝸。